# Serie A 1985 (calcio femminile)
L'edizione 1985 è stata la diciottesima edizione del campionato italiano di Serie A femminile di calcio. È stato l'ultimo campionato femminile disputato nell'arco dell'anno solare.
La Sanitas Trani 80 ha conquistato il suo secondo scudetto consecutivo. Il titolo di capocannoniere della Serie A è andato a Carolina Morace, calciatrice della ROI Lazio, autrice di 27 gol. Sono retrocessi in Serie B il Foggia e il Giugliano. Il Latina ha in seguito rinunciato al campionato di Serie A e ha cessato l'attività sportiva, così che tutte le calciatrici sono risultate svincolate. A completamento organico è stato riammesso in Serie A il Giugliano.

## Stagione

### Novità
Al termine della stagione 1984 il Tigullio Genova è stato retrocesso in Serie B. Sono stati promossi la Juve Piemonte, il Gorgonzola e il Foggia, vincitori dei tre gironi della Serie B 1984. In seguito, il Gorgonzola ha rinunciato ad iscriversi in Serie A a causa di forza maggiore e ha poi ottenuto l'ammissione al campionato di Serie C.
Avvengono inoltre i seguenti cambi di denominazione:
- da A.C.F. Alaska Trani 80 ad A.C.F. Sanitas Trani 80 di Trani;
- da A.P. Alba Pavona di Pavona di Albano Laziale ad A.Pol. Alba Latina di Latina;
- da A.Pol. Alba Latina ad A.P. Mobiltacconi Latina di Latina;
- da F.C.F. Elettrik Elcat Juve Piemonte a F.C.F. Juve Piemonte di Torino;
- da A.C.F. Giolli Gelati Roma ad A.C.F. Roma di Roma;
- da Pol. Oltrarno Firenze a Pol. Mukkilatte Firenze di Firenze;
- da A.C.F. Pordenone ad A.C.F. Pordenone Friulvini di Pordenone;
- da A.C.F. Sartori FIAT Verona ad A.C.F. Comac Verona di Verona;
- da A.C.F. Somma Vesuviana ad A.C.F. Woory Jeans Somma Vesuviana[1] di Somma Vesuviana.

### Formato
Le 13 squadre partecipanti si affrontano in un girone all'italiana con partite di andata e ritorno per un totale di 26 giornate con due turni di riposo totali per ciascuna squadra. Le ultime due classificate retrocedono in Serie B.

## Squadre partecipanti
| Club                        | Stagione | Città                 | Stagione precedente   |
| --------------------------- | -------- | --------------------- | --------------------- |
| Airtronic Piacenza          | dettagli | Piacenza              | 8º posto in Serie A   |
| Brina Foggia                | dettagli | Foggia                | 1º posto in Serie B/C |
| Comac Verona                | dettagli | Verona                | 6º posto in Serie A   |
| Giugliano                   | dettagli | Giugliano in Campania | 10º posto in Serie A  |
| Juve Piemonte               | dettagli | Torino                | 1º posto in Serie B/A |
| Mobiltacconi Latina         | dettagli | Latina                | 9º posto in Serie A   |
| Mukkilatte Firenze          | dettagli | Firenze               | 11º posto in Serie A  |
| Pordenone Friulvini         | dettagli | Pordenone             | 5º posto in Serie A   |
| R.I.A.C. Fiamma Monza       | dettagli | Monza                 | 4º posto in Serie A   |
| R.O.I. Lazio                | dettagli | Roma                  | 2º posto in Serie A   |
| ACF Roma                    | dettagli | Roma                  | 3º posto in Serie A   |
| Sanitas Trani 80            | dettagli | Trani                 | Campione d'Italia     |
| Woory Jeans Somma Vesuviana | dettagli | Somma Vesuviana       | 7º posto in Serie A   |

## Classifica finale
|  | Pos. | Squadra                     | Pt | G  | V  | N | P  | GF | GS | DR  |
|  | ---- | --------------------------- | -- | -- | -- | - | -- | -- | -- | --- |
|  | 1.   | Sanitas Trani 80            | 45 | 24 | 22 | 1 | 1  | 69 | 11 | +58 |
|  | 2.   | R.O.I. Lazio                | 44 | 24 | 21 | 2 | 1  | 82 | 10 | +72 |
|  | 3.   | R.I.A.C. Fiamma Monza       | 33 | 24 | 14 | 5 | 5  | 40 | 25 | +15 |
|  | 4.   | ACF Roma                    | 26 | 24 | 11 | 4 | 9  | 42 | 38 | +4  |
|  | 5.   | Woory Jeans Somma Vesuviana | 24 | 24 | 10 | 4 | 10 | 24 | 30 | -6  |
|  | 6.   | Juve Piemonte               | 22 | 24 | 8  | 6 | 10 | 32 | 43 | -11 |
|  | 7.   | Comac Verona                | 21 | 24 | 8  | 5 | 11 | 35 | 41 | -6  |
|  | 8.   | Airtronic Piacenza          | 20 | 24 | 7  | 6 | 11 | 24 | 35 | -11 |
|  | 9.   | Mukkilatte Firenze          | 19 | 24 | 7  | 5 | 12 | 16 | 31 | -15 |
|  | 10.  | Pordenone Friulvini         | 19 | 24 | 8  | 3 | 13 | 19 | 38 | -19 |
|  | 11.  | Mobiltacconi Latina         | 15 | 24 | 4  | 7 | 13 | 18 | 40 | -22 |
|  | 12.  | Brina Foggia                | 12 | 24 | 2  | 8 | 14 | 18 | 46 | -28 |
|  | 13.  | Giugliano                   | 12 | 24 | 5  | 2 | 17 | 24 | 55 | -31 |

Legenda:
      Campione d'Italia
  Retrocesso e in seguito riammesso.
      Retrocesso in Serie B 1985-1986
Note:
Due punti a vittoria, uno a pareggio, zero a sconfitta.

## Risultati

### Calendario
| andata     | 1ª giornata               | ritorno    |
| 2 feb 1985 |                           | 4 mag 1985 |
| 0-0        | Trani 80-Firenze          | 2-0        |
| 0-2        | Giugliano-Somma Vesuviana | 1-2        |
| 0-0        | Foggia-Piacenza           | 0-0        |
| 1-1        | Latina-Juve Piemonte      | 3-1        |
| 2-0        | Fiamma Monza-Verona       | 0-2        |
| 2-0        | ROI Lazio-Pordenone       | 8-1        |
|            | Riposa: Roma              |            |

| andata      | 4ª giornata             | ritorno    |
| 23 feb 1985 |                         | 1 giu 1985 |
| 0-6         | Latina-Trani 80         | 1-2        |
| 1-2         | Foggia-Firenze          | 0-0        |
| 2-1         | Pordenone-Giugliano     | 1-0        |
| 1-2         | Piacenza-Fiamma Monza   | 0-2        |
| 0-3         | Juve Piemonte-ROI Lazio | 0-4        |
| 2-3         | Verona-Roma             | 1-4        |
|             | Riposa: Somma Vesuviana |            |

| andata      | 7ª giornata             | ritorno     |
| 16 mar 1985 |                         | 22 giu 1985 |
| 2-0         | Trani 80-ROI Lazio      | 0-1         |
| 1-0         | Firenze-Fiamma Monza    | 1-3         |
| 1-1         | Foggia-Latina           | 1-0         |
| 0-2         | Verona-Somma Vesuviana  | 0-1         |
| 2-2         | Roma-Piacenza           | 3-4         |
| 2-0         | Juve Piemonte-Pordenone | 0-1         |
|             | Riposa: Giugliano       |             |

| andata     | 10ª giornata             | ritorno    |
| 6 apr 1985 |                          | 6 lug 1985 |
| 3-0        | Trani 80-Juve Piemonte   | 6-2        |
| 0-2        | Firenze-Roma             | 1-2        |
| 1-2        | Somma Vesuviana-Piacenza | 0-2        |
| 1-2        | Giugliano-Verona         | 0-2        |
| 3-0        | Fiamma Monza-Latina      | 0-0        |
| 2-0        | ROI Lazio-Foggia         | 7-0        |
|            | Riposa: Pordenone        |            |

| andata      | 13ª giornata            | ritorno     |
| 27 apr 1985 |                         | 27 lug 1985 |
| 0-4         | Pordenone-Trani 80      | 0-1         |
| 1-0         | Somma Vesuviana-Firenze | 0-0         |
| 2-1         | Giugliano-Piacenza      | 1-1         |
| 1-1         | Foggia-Juve Piemonte    | 1-1         |
| 0-0         | Latina-Roma             | 4-1         |
| 0-0         | Fiamma Monza-ROI Lazio  | 0-9         |
|             | Riposa: Verona          |             |

| andata     | 2ª giornata            | ritorno     |
| 9 feb 1985 |                        | 11 mag 1985 |
| 0-4        | Giugliano-Trani 80     | 0-2         |
| 2-1        | Pordenone-Firenze      | 0-2         |
| 2-1        | Somma Vesuviana-Foggia | 1-1         |
| 1-3        | Piacenza-Latina        | 1-0         |
| 0-0        | Roma-Fiamma Monza      | 1-2         |
| 1-3        | Verona-ROI Lazio       | 3-3         |
|            | Riposa: Juve Piemonte  |             |

| andata     | 5ª giornata                  | ritorno    |
| 2 mar 1985 |                              | 8 giu 1985 |
| 0-0        | Firenze-Latina               | 1-0        |
| 2-1        | Giugliano-Foggia             | 3-0        |
| 3-0        | Fiamma Monza-Somma Vesuviana | 2-0        |
| 2-0        | ROI Lazio-Piacenza           | 4-1        |
| 1-1        | Verona-Juve Piemonte         | 1-2        |
| 1-0        | Roma-Pordenone               | 0-1        |
|            | Riposa: Trani 80             |            |

| andata      | 8ª giornata            | ritorno     |
| 23 mar 1985 |                        | 26 giu 1985 |
| 3-0         | Trani 80-Verona        | 2-1         |
| 5-1         | ROI Lazio-Firenze      | 4-0         |
| 7-0         | Fiamma Monza-Giugliano | 5-2         |
| 0-2         | Latina-Pordenone       | 0-1         |
| 1-2         | Somma Vesuviana-Roma   | 2-2         |
| 1-2         | Piacenza-Juve Piemonte | 1-1         |
|             | Riposa: Foggia         |             |

| andata      | 11ª giornata              | ritorno     |
| 13 apr 1985 |                           | 13 lug 1985 |
| 0-2         | Piacenza-Trani 80         | 1-5         |
| 2-0         | Juve Piemonte-Firenze     | 0-2         |
| 3-1         | Roma-Giugliano            | 4-0         |
| 1-2         | Foggia-Verona             | 3-5         |
| 0-5         | Latina-ROI Lazio          | 0-5         |
| 0-2         | Pordenone-Somma Vesuviana | 1-2         |
|             | Riposa: Fiamma Monza      |             |

| andata      | 3ª giornata                | ritorno     |
| 16 feb 1985 |                            | 18 mag 1985 |
| 4-1         | Trani 80-Foggia            | 5-1         |
| 2-1         | Firenze-Giugliano          | 0-2         |
| 0-0         | Latina-Somma Vesuviana     | 0-1         |
| 0-0         | Fiamma Monza-Juve Piemonte | 2-1         |
| 3-0         | ROI Lazio-Roma             | 2-0         |
| 2-2         | Verona-Pordenone           | 3-2         |
|             | Riposa: Piacenza           |             |

| andata     | 6ª giornata               | ritorno     |
| 9 mar 1985 |                           | 15 giu 1985 |
| 0-2        | Fiamma Monza-Trani 80     | 0-3         |
| 2-2        | Latina-Giugliano          | 1-2         |
| 0-2        | Pordenone-Foggia          | 1-1         |
| 0-2        | Somma Vesuviana-ROI Lazio | 1-3         |
| 2-0        | Piacenza-Verona           | 1-1         |
| 5-4        | Juve Piemonte-Roma        | 2-3         |
|            | Riposa: Firenze           |             |

| andata      | 9ª giornata                   | ritorno     |
| 30 mar 1985 |                               | 29 giu 1985 |
| 2-4         | Roma-Trani 80                 | 0-1         |
| 1-1         | Verona-Firenze                | 2-0         |
| 0-4         | Giugliano-ROI Lazio           | 0-1         |
| 1-3         | Foggia-Fiamma Monza           | 0-1         |
| 2-0         | Juve Piemonte-Somma Vesuviana | 0-2         |
| 1-0         | Pordenone-Piacenza            | 0-1         |
|             | Riposa: Latina                |             |

| andata      | 12ª giornata             | ritorno        |
| 20 apr 1985 |                          | 20 luglio 1985 |
| 4-0         | Trani 80-Somma Vesuviana | 2-1            |
| 1-0         | Firenze-Piacenza         | 0-1            |
| 3-1         | Juve Piemonte-Giugliano  | 3-2            |
| 1-0         | Roma-Foggia              | 2-0            |
| 0-1         | Verona-Latina            | 3-1            |
| 2-0         | Fiamma Monza-Pordenone   | 1-1            |
|             | Riposa: R.O.I. Lazio     |                |

## Verdetti finali
- La Sanitas Trani 80 è Campione d'Italia 1985.
- Brina Foggia e Giugliano (successivamente riammesso) retrocedono in Serie B.